# Positives Element
In der Mathematik nennt man ein Element einer *-Algebra positiv, wenn es eine Summe von Elementen der Form {\displaystyle a^{*}a} ist.

## Definition
Sei {\displaystyle {\mathcal {A}}} eine *-Algebra, so heißt ein Element {\displaystyle a\in {\mathcal {A}}} positiv, falls endlich viele Elemente {\displaystyle a_{k}\in {\mathcal {A}}\;(k=1,2,\ldots ,n)} existieren, sodass {\textstyle a=\sum _{k=1}^{n}a_{k}^{*}a_{k}} gilt. Man schreibt dafür auch {\displaystyle a\geq 0}.
Die Menge der positiven Elemente wird mit {\displaystyle {\mathcal {A}}_{+}} bezeichnet.
Besonders interessant ist der Fall, bei dem {\displaystyle {\mathcal {A}}} eine vollständige normierte *-Algebra ist, die die C*-Eigenschaft ({\displaystyle \left\|a^{*}a\right\|=\left\|a\right\|^{2}\ \forall a\in {\mathcal {A}}}) erfüllt, eine sogenannte C*-Algebra.

## Beispiele
- Das Einselement {\displaystyle e} einer unitären *-Algebra ist positiv.
- Für jedes Element {\displaystyle a\in {\mathcal {A}}} sind {\displaystyle a^{*}a} und {\displaystyle aa^{*}} per Definition positiv.

Falls {\displaystyle {\mathcal {A}}} eine C*-Algebra ist, gilt:
- Sei {\displaystyle a\in {\mathcal {A}}_{N}} ein normales Element, dann definiert jede positive Funktion {\displaystyle f\geq 0}, die auf dem Spektrum von {\displaystyle a} stetig ist, mittels stetigem Funktionalkalkül ein positives Element {\displaystyle f(a)}.
- Jede Projektion, das heißt jedes Element {\displaystyle a\in {\mathcal {A}}} für das {\displaystyle a=a^{*}=a^{2}} gilt, ist positiv. Für das Spektrum {\displaystyle \sigma (a)} eines solchen idempotenten Elements gilt nämlich {\displaystyle \sigma (a)\subseteq \{0,1\}}, wie sich aus dem stetigen Funktionalkalkül ergibt.

## Kriterien
Sei {\displaystyle {\mathcal {A}}} eine C*-Algebra und {\displaystyle a\in {\mathcal {A}}}. Dann sind äquivalent:
- Es gilt {\displaystyle \sigma (a)\subseteq [0,\infty )} und {\displaystyle a} ist ein normales Element.
- Es existiert ein Element {\displaystyle b\in {\mathcal {A}}}, sodass {\displaystyle a=bb^{*}} gilt.
- Es existiert ein (eindeutiges) selbstadjungiertes Element {\displaystyle c\in {\mathcal {A}}_{sa}}, sodass {\displaystyle a=c^{2}} gilt.

Ist {\displaystyle {\mathcal {A}}} eine unitäre *-Algebra mit Einselement {\displaystyle e}, so sind dazu außerdem die folgenden Aussagen äquivalent:
- Es gilt {\displaystyle \left\|te-a\right\|\leq t} für jedes {\displaystyle t\geq \left\|a\right\|} und {\displaystyle a} ist selbstadjungiertes Element.
- Es gilt {\displaystyle \left\|te-a\right\|\leq t} für ein {\displaystyle t\geq \left\|a\right\|} und {\displaystyle a} ist selbstadjungiertes Element.

## Eigenschaften

### In *-Algebren
Sei {\displaystyle {\mathcal {A}}} eine *-Algebra. Dann gilt:
- Ist {\displaystyle a\in {\mathcal {A}}_{+}} ein positives Element, dann ist {\displaystyle a} selbstadjungiert.
- Die Menge der positiven Elemente {\displaystyle {\mathcal {A}}_{+}} ist ein konvexer Kegel im reellen Vektorraum der selbstadjungierten Elemente {\displaystyle {\mathcal {A}}_{sa}}. Das heißt, für alle {\displaystyle a,b\in {\mathcal {A}}} und {\displaystyle \alpha \in [0,\infty )} gilt {\displaystyle \alpha a,a+b\in {\mathcal {A}}_{+}}.
- Ist {\displaystyle a\in {\mathcal {A}}_{+}} ein positives Element, dann ist auch {\displaystyle b^{*}ab} positiv für jedes Element {\displaystyle b\in {\mathcal {A}}}.
- Für die lineare Hülle von {\displaystyle {\mathcal {A}}_{+}} gilt {\displaystyle \langle {\mathcal {A}}_{+}\rangle ={\mathcal {A}}^{2}} und {\displaystyle {\mathcal {A}}_{+}-{\mathcal {A}}_{+}={\mathcal {A}}_{sa}\cap {\mathcal {A}}^{2}}.

### In C*-Algebren
Sei {\displaystyle {\mathcal {A}}} eine C*-Algebra. Dann gilt:
- Nach dem stetigen Funktionalkalkül existiert für jedes {\displaystyle a\in {\mathcal {A}}_{+}} und {\displaystyle n\in \mathbb {N} } ein eindeutig bestimmtes {\displaystyle b\in {\mathcal {A}}_{+}}, das {\displaystyle b^{n}=a} erfüllt, das heißt eine {\displaystyle n}-te Wurzel. Insbesondere existiert für ein positives Element eine Quadratwurzel. Da für ein {\displaystyle b\in {\mathcal {A}}} das Element {\displaystyle b^{*}b} positiv ist, ermöglicht dies die Definition eines eindeutigen Betrags: {\textstyle |b|=(b^{*}b)^{\frac {1}{2}}}.
- Für jede reelle Zahl {\displaystyle \alpha \geq 0} gibt es ein positives Element {\displaystyle a^{\alpha }\in {\mathcal {A}}_{+}} für das {\displaystyle a^{\alpha }a^{\beta }=a^{\alpha +\beta }} für alle {\displaystyle \beta \in [0,\infty )} gilt. Dabei ist die Abbildung {\displaystyle \alpha \mapsto a^{\alpha }} stetig. Für invertierbare {\displaystyle a} sind auch negative Werte für {\displaystyle \alpha } möglich.
- Produkte kommutierender positiver Elemente sind ebenfalls positiv. Gilt also {\displaystyle ab=ba} für positive {\displaystyle a,b\in {\mathcal {A}}_{+}}, so gilt {\displaystyle ab\in {\mathcal {A}}_{+}}.
- Jedes Element {\displaystyle a\in {\mathcal {A}}} lässt sich eindeutig als Linearkombination von vier positiven Elementen darstellen. Hierzu zerlegt man {\displaystyle a} zunächst in den selbstadjungierten Real- und Imaginärteil und diese wiederum in Positiv- und Negativteil mittels stetigem Funktionalkalkül. Es gilt nämlich {\displaystyle {\mathcal {A}}_{sa}={\mathcal {A}}_{+}-{\mathcal {A}}_{+}}, da {\displaystyle {\mathcal {A}}^{2}={\mathcal {A}}}.
- Es gilt {\displaystyle a=0}, falls sowohl {\displaystyle a} als auch {\displaystyle -a} positiv sind.
- Ist {\displaystyle {\mathcal {B}}} eine C*-Unteralgebra von {\displaystyle {\mathcal {A}}}, so gilt {\displaystyle {\mathcal {B}}_{+}={\mathcal {B}}\cap {\mathcal {A}}_{+}}.
- Ist {\displaystyle {\mathcal {B}}} eine weitere C*-Algebra und {\displaystyle \Phi } ein *-Homomorphismus von {\displaystyle {\mathcal {A}}} nach {\displaystyle {\mathcal {B}}}, dann gilt {\displaystyle \Phi ({\mathcal {A}}_{+})=\Phi ({\mathcal {A}})\cap {\mathcal {B}}_{+}}.[1]
- Seien {\displaystyle a,b\in {\mathcal {A}}_{+}} positive Elemente für die {\displaystyle ab=0} gilt, so kommutieren diese und es gilt {\displaystyle \left\|a+b\right\|=\max(\left\|a\right\|,\left\|b\right\|)}. Man nennt diese dann auch orthogonal und schreibt {\displaystyle a\bot b}.

## Partielle Ordnung
Sei {\displaystyle {\mathcal {A}}} eine *-Algebra. Die Eigenschaft, positives Element zu sein, definiert eine translationsinvariante partielle Ordnung auf der Menge der selbstadjungierten Elemente {\displaystyle {\mathcal {A}}_{sa}}. Wenn {\displaystyle b-a\in {\mathcal {A}}_{+}} gilt für {\displaystyle a,b\in {\mathcal {A}}}, schreibt man {\displaystyle a\leq b} oder {\displaystyle b\geq a}.
Diese partielle Ordnung erfüllt die Eigenschaften {\displaystyle ta\leq tb} und {\displaystyle a+c\leq b+c} für alle {\displaystyle a,b,c\in {\mathcal {A}}_{sa}} mit {\displaystyle a\leq b} und {\displaystyle t\in [0,\infty )}.
Ist {\displaystyle {\mathcal {A}}} eine C*-Algebra, so besitzt die partielle Ordnung darüber hinaus für {\displaystyle a,b\in {\mathcal {A}}} die folgenden Eigenschaften:
- Gilt {\displaystyle a\leq b}, so ist {\displaystyle c^{*}ac\leq c^{*}bc} für jedes {\displaystyle c\in {\mathcal {A}}}. Für ein {\displaystyle c\in {\mathcal {A}}_{+}}, das mit {\displaystyle a} und {\displaystyle b} kommutiert, gilt sogar {\displaystyle ac\leq bc}.
- Gilt {\displaystyle -b\leq a\leq b}, so ist {\displaystyle \left\|a\right\|\leq \left\|b\right\|}.
- Gilt {\displaystyle 0\leq a\leq b}, so ist {\textstyle a^{\alpha }\leq b^{\alpha }} für alle reellen Zahlen {\displaystyle 0<\alpha \leq 1}.
- Ist {\displaystyle a} invertierbar und gilt {\displaystyle 0\leq a\leq b}, so ist {\displaystyle b} invertierbar und für die Inversen gilt {\displaystyle b^{-1}\leq a^{-1}}.